# Lordstown Endurance
Lordstown Endurance — повнорозмірний концепт електричного пікапа від Lordstown Motors, який планується випустити не раніше 2023 року. У компанії не було замовлень на вантажівку. Планується, що це буде перший серійний автомобіль компанії.
Спочатку компанія планувала запустити виробництво Endurance у 2020 році, яке було перенесено на 2021 рік, а в жовтні 2021 року було перенесено на квітень 2022 року, після вересневої новини про продаж автозаводу в Лордстауні Foxconn.